# The Greater Good
The Greater Good or The Passion of Boule de Suif is een opera in 2 aktes van de Amerikaanse componist Stephen Hartke.

## Geschiedenis
Deze opera is geschreven in opdracht van het Glimmerglass Opera Festival; het was de eerste keer dat dat festival een opdracht gaf aan een Amerikaans componist. De keuze voor de definitieve titel heeft nogal wat voeten in aarde gehad, als gevolg van de geringe kennis van de Amerikanen van het Frans. De originele titel Boule de Suif is voor de Amerikanen onbegrijpelijk en moeilijk uit te spreken. Uiteindelijk werd gekozen voor de titel The Greater Good.

## Synopsis
De opera is gebaseerd op een verhaal van Guy de Maupassant over een prostituee: Boule de Suif. Het verhaal speelt zich af in Rouen (februari 1871, als het Franse leger een veldslag heeft verloren van de Pruisen in de Frans-Duitse Oorlog. De Fransen zijn bang voor een schrikbewind en een aantal probeert via Dieppe te vluchten naar Engeland. De meeste zijn van adel, doch één persoon zeker niet; de hoer Boule de Suif (vertaling Reuzelpotje; zo genoemd vanwege haar figuur). Zij wordt dan ook door allen met de nek aangekeken, behalve als zij het door haar meegebrachte voedsel deelt met de anderen.

Aangekomen in het dorp Tôtes verblijft de groep in het Hotel du Commerce, alwaar de Pruisen de groep een reisverbod oplegt, onder meer door de reispapieren in te nemen. De Pruisen komen later terug en vragen Boule de Suif mee te gaan. Zij weigert, maar de groep dringt aan (want wellicht moet anders een van de adellijke dames mee) en uiteindelijk gaat zij met de Pruisen mee. 

Eenmaal teruggekomen hult Boule de Suif zich in stilzwijgen. De volgende dag wil de groep vertrekken maar de Pruisische commandant verbiedt het. De groep mag alleen vertrekken als hij met Boule de Suif mag vrijen, en Boule de Suif weigert dat. De hele groep dringt aan, speelt toneelstukjes om Boule de Suif te overtuigen. En er wordt uiteraard een beroep gedaan op haar verantwoordelijkheidsgevoel. Door zichzelf op te offeren, kan de hele groep verder (en het is nu eenmaal de taak van de vrouw zich op te offeren in tijden van strijd). Op het laatst gaat Boule de Suif dan toch in het verzoek van de groep en vrijt met de commandant, als de rest van het gezelschap aan hun avondmaal bezig is. Als ze het bed in het hotel horen kraken is de groep blij, dat zij binnenkort hun weg kunnen hervinden en prijzen zelfs de Pruisische commandant voor zijn uithoudingsvermogen, als Boule de Suif na anderhalf uur nog niet terug is.

Als de volgende ochtend iedereen klaar is voor vertrekt, is de situatie weer zoals hij was; de groep, die toch afhankelijk was van de goede wil van Boule de Suif, kijkt haar niet meer aan (ze is en blijft een hoer) en vertrekt; als later bij het eten blijkt dat Boule de Suif geen eten mee heeft kunnen nemen is niemand bereid een deel van hun maaltijd af te staan.

## Compositie
De opera is geschreven in 2 aktes (15 scènes):
1. Akte I; scène (1) Rouen, a Tuesday in late february 1871 4 a.m.; (2) Aboard the coach, startin out; (3): Dawn; (4) 10 a.m.; (5) 3 p.m.; (6) Arrival at Totes 6 p.m.; (7) In the Inn 10 p.m.
2. Akte II (1):The Inn at Tôtes 8 a.m.; (2): later Wednesday afternoon; (3): Wednesday, suppertime; (4): Out in the Village, Thursday morning; (5): The Inn, Friday morning; (6): Friday, suppertime; (7):Saterday, suppertime; (8):Courtyard of the Inn, Saturday morning

## Rollen
Elisabeth Rousset (Boule de Suif); M. Loiseau, Mme. Carré-Lamandon, Count Bréville, Coachman, The old nun, Mme. Follenvie ; Mme. Loiseau ; Countess Bréville, m. Carré-Lamandon.

## Bron en discografie
- Uitgave Naxos; solisten, Glimmerglass Opera Orkest o.l.v. Stewart Robertson